# Otok Ellefa Ringnesa
Otok Ellefa Ringnesa (angleško Ellef Ringnes Island) je nenaseljen otok v Kanadskem arktičnem otočju na severu Kanade, s površino 11.295 km² eden od večjih kanadskih otokov in 69. največji otok na svetu. Leži ob severnem robu otočja, severno od njega se razprostira Arktični ocean. Poleg Otoka Axla Heiberga in Otoka Amunda Ringnesa spada v t. i. Sverdrupovo otoško skupino, del Otokov kraljice Elizabete, ki jo je konec 19. stoletja odkrila norveška polarna odprava pod poveljstvom Otta Sverdrupa. Sverdrup je otok poimenoval po pivovarju Ellefu Ringnesu, ki je sofinanciral odpravo, in razglasil vse tri za norveško posest. To je vodilo v ozemeljski spor med Kanado in Norveško, ki je bil razrešen šele leta 1930 v kanadsko korist. Skupaj z okoliškim ozemljem spada pod upravo kanadske dežele Nunavut.
Otok sestavljajo debele plasti sedimentnih kamnin. Pretežno ravno površje poživijo velike solne kupole, najvišja od katerih, Isachsenova kupola, se dviga 250 m nad morsko gladino. Zaradi izpostavljene lege na skrajnem severu je pokrajina praktično gola, čeprav je ne prekriva večni led. Po eni od ocen omogoča preživetje najmanj vrstam živih bitij od vseh nezamrznjenih kopenskih območij primerljive velikosti v Arktiki. Podnebje je po oceni kanadske okoljske agencije najbolj negostoljubno v vsej državi, z indeksom težavnosti 99 od 100.
Leta 1948 so Kanadčani v sodelovanju z Združenimi državami Amerike na otoku postavili vremensko postajo Isachsen z nekaj stalnega osebja, kot del omrežja postaj visoke Arktike. Zaradi pomanjkanja sredstev je bila zaprta jeseni 1978, leta 1989 pa so namestili samodejno, ki pošilja podatke prek satelitske povezave. V bližini se nahajajo ostanki transportnega letala Douglas C-47 Skytrain v barvah Vojnega letalstva ZDA, ki se je 9. oktobra 1949 ponesrečil ob poskusu vzleta.